# Lemannville
Lemannville – jednostka osadnicza w Stanach Zjednoczonych, w stanie Luizjana, w parafii Ascension.